# Ролин, Лев Николаевич
Лев Николаевич Ролин (15 сентября 1931 года, пос. Буда-Кошелёво Гомельской области) — советский, российский конструктор, участник разработки и организации серийного производства и эксплуатации оперативно-тактической ракеты Р-11, трех поколений стратегических морских комплексов с ракетами Р-11ФМ, Р-13, Р-21, Р-27, Р-27У, Р-27К, Р-29, Р-29Р, Р-39, Р-29РМ и одиннадцати их модификаций. Разработал и реализовал программы повышения надежности и безопасности морских комплексов с ракетами Р-27, Р-27У, Р-29, Р-29Р, Р-39, Р-29РМ. Лауреат Государственной премии СССР  (1983). Награждён орденами Ленина (1978), Октябрьской Революции (1989), Трудового Красного Знамени (1969), «Знак Почёта» (1961), медалями.

## Биография
Родился 15 сентября 1931 года в пос. Буда-Кошелёво Гомельской области.
Окончил Днепропетровский государственный университет (1955), инженер-механик.

При Днепропетровском государственном университете был открыт факультет, на котором и стали готовить специалистов для создаваемой ракетной отрасли. Факультет назывался «физико-технический», а преподавать были приглашены ведущие специалисты из Конструкторского бюро «Южное». Это были великолепные специалисты по всем системам ракет.
— Из интервью Л. Н. Ролина корреспонденту газеты "Миасский рабочий" (16.09.2006).
С 1955 г. — в городах Златоусте и Миассе, в СКБ № 385 (КБ машиностроения, ФГУП "Государственный ракетный центр «КБ им. академика В. П. Макеева»): инженер-конструктор, заместитель начальника отдела, начальник отдела — заместитель главного конструктора (1962), заместитель главного конструктора — полномочный представитель главного конструктора на Златоустовском машиностроительном заводе (1967), заместитель главного конструктора — начальник отделения серийного производства и эксплуатации ракетных комплексов (1976), заместитель генерального конструктора (1992—2012).
Участник и организатор авторского и гарантийного обслуживания ракет и комплексов при изготовлении и в эксплуатирующих организациях ВМФ СССР и ВМФ России, а также проведения работ по продлению сроков их эксплуатации.
Осуществлял техническое руководство государственными комиссиями при модернизации шести ракетных комплексов, при проведении залповых стрельб и конверсионных пусков.
Технический руководитель и непосредственный участник опытно-конструкторских работ (1987—1991) по натурному подтверждению залповой стрельбы, проведённой впервые в отечественной и мировой практике полным боекомплектом 16 ракет из подводного положения (программа «Бегемот»: стратегический ракетоносец «Новомосковск»; ракеты Р-29РМ(У)).
Технический руководитель работ по подготовке и запуску на орбиту искусственных спутников Земли с подводной лодки из подводного положения, проведённого впервые в отечественной и мировой практике (стратегический ракетоносец «Новомосковск»; германские спутники «Tubsat-N» и «Tubsat-N1»; российская ракета-носитель «Штиль») (1998).
Всего под техническим руководством Л. Н. Ролина было произведено 203 пуска БРПЛ из различных точек Мирового океана.
Автор 5 изобретений. Автор нескольких научно-технических статей по повышению надёжности и безопасности БРПЛ.
Лауреат Государственной премии СССР (1983).
Занесён в Книгу почёта предприятия (ГРЦ им. академика В. П. Макеева).

## Личный вклад в ракетостроение
Выдвинул идею и подготовил обоснование по организации сервисного обслуживания БРПЛ и морских ракетных комплексов в эксплуатирующих организациях ВМФ СССР, на базе которой было выпущено постановление Правительства СССР по организации гарантийного и авторского надзора всей кооперации разработчиков и изготовителей морских ракетных комплексов стратегического назначения (1976).
Обосновал и возглавил направление работ по продлению сроков эксплуатации БРПЛ и морских ракетных комплексов. Реализация этой программы дана многомиллиардную экономию и позволила поддерживать в постоянной боевой готовности морскую составляющую ядерных сил как СССР, так и России.

## Ученики
— Лев Николаевич, у вас потрясающий профессиональный и творческий опыт. Ученики, последователи есть?
— Воспитали мы Шумкова — он пришел к нам молодым специалистом и дошел до начальника Главного управления по боевой ракетной техники. Владимир Алексеевич Филин — работал у меня инженером, а затем стал главным инженером завода. Наталья Владимировна Пестерева — сейчас представитель нашего предприятия в Москве. Виктор Константинович Прокофьев — начальник телеметрического отделения ГРЦ. Работа наша живая, как с документацией, так и с материальной частью — это позволяет специалистам очень быстро расти и приобретать высокий профессионализм. Ерёмин, Качев, Василевский, Лисицын, Железняк, начальники отделов и ведущие конструкторы — все они высококлассные специалисты.— Из интервью Л. Н. Ролина корреспонденту газеты "Миасский рабочий" (16.09.2006).

## Награды и премии
- Орден «Знак Почёта» (1961) —  за организацию серийного производства ракеты Р-13
- Орден Трудового Красного Знамени (1969) — за сдачу на вооружение и организацию серийного производства ракеты Р-21
- Орден Ленина (1978) — за модернизацию ракеты Р-29Р
- Государственная премия СССР (1983) — за исследование Арктики, за решение задачи пуска межконтинентальных баллистических ракет с Северного полюса
- Орден Октябрьской Революции (1989) — за выполнение комплекса работ по продлению сроков службы ракет и ракетных комплексов[1][7]
- Медали СССР и РФ
- Медали Федерации космонавтики России
- Юбилейные медали ВМФ России
- Премия имени В. П. Макеева
- Заслуженный работник предприятия (ГРЦ имени академика В. П. Макеева)

## Семья
Супруга — Лариса Витальевна Михеева.
Сыновья — Сергей, Михаил, Николай, Дмитрий.